# Markazi Bihsud (huyện)
Markazi Bihsud là một huyện thuộc tỉnh Vardak, Afghanistan. Dân số thời điểm năm 1999 là 105,206 người.